# Dujiangyan
Dujiangyan kunstvandingssystemet (kinesisk = Dū Jiāng Yàn) er et historisk system til kunstvanding og forhindring af oversvømmelse, som blev skabt ca. 250 f.Kr. af statholderen for Shustaten, Li Bing, og hans søn. Anlægget ligger 56 km vest for nutidens Chengdu, som stadigvæk bliver forsynet med vand derfra. Systemet afleder en del af Minjiangflodens vand og fører det ind i en akvædukt, som er forbundet med Chengdu. For at kunne gennemføre dette kunstvandingsprojekt var det nødvendigt at skære et nyt flodløb gennem et bjerg ved siden af Minjiang. Dette blev gennemført i en tid før krudtet var opfundet, ved at man gentagne gange opvarmede og afkølede klippen, så den revnede og kunne slås i stykker. Systemet omfatter også et dige midt i floden, sådan at man kan nedsætte mængden af silt, der flyder ind i akvædukten. Endelig er der et overløb, som lader overskydende vand fortsætte ned ad Minjiang, sådan at man undgår oversvømmelser på Chengdusletten.
De tre store vandbygningsprojekter i fortidens Kina er:
- Dujiangyan kunstvandingssystemet
- Lingqu kanalen
- Zhengguoqu kanalen

Overrislingssystemet i Dujiangyan blev sammen med Qingchengbjerget i 2000 optaget på UNESCOs liste over Verdensarven